# Hypsosinga alberta
Hypsosinga alberta là một loài nhện trong họ Araneidae.
Loài này thuộc chi Hypsosinga. Hypsosinga alberta được Herbert Walter Levi miêu tả năm 1972.